# 3CX Phone System
3CX Phone System (Sistema Telefónico 3CX) es una distribución GNU/Linux especializada basada en Debian, creada por 3CX, diseñada para correr una plataforma completa de comunicaciones unificada, basada en el software de PBX (private branch exchange).
El cliente 3CX incluido en la distribución también puede ser instalado por separado tanto en la mayoría de los equipos físicos como en la nube. Provee un sistema completo IP PBX y telefónico basado en normas abiertas que trabaja con enlaces troncales SIP (SIP trunks) populares y teléfonos IP. 
Automáticamente configurará periféricos admisibles y también viene con clientes para Windows, OS X, iOS y Android. 
La imagen ISO incluye una licencia gratuita para la edición 3CX PBX. Las imágenes ISO contienen el instalador Debian normal, el cual instala un sistema mínimo con el servidor de red nginx, la base de datos PostgreSQL, cortafuego con tablas IP y un Secure Shell. Las opciones no relevantes para 3CX han sido removidas de la distribución.
Permite a las extensiones realizar llamadas a través de los servicios de red telefónica pública conmutada (PSTN) o de Voice over Internet Protocol (VoIP). 3CX para  Windows, Linux y Raspberry Pi es un sistema de telefonía empresarial IP que admite teléfonos estándar/físicos SIP, servicios VoIP y líneas telefónicas PSTN tradicionales.

## Características
3CX Phone System consta de varios componentes basados en software. El PBX al que se accede y administra vía una consola de administración basada en web, softphones para Windows y MacOS, y clientes de teléfonos inteligentes para iOS y Android. 
El sistema telefónico se puede utilizar con teléfonos SIP o con los clientes, o con una combinación de los dos. El PBX proporciona una funcionalidad de comunicaciones unificadas que incluyen presencia, chat, correo de voz a correo electrónico, fax a correo electrónico, videoconferencia integrada, conferencia de llamada e integración de CRM.

## Historia de Lanzamientos
| Versión          | Número de compilación | Fecha de lanzamiento     |
| ---------------- | --------------------- | ------------------------ |
| v18 - Update 7   | 18.0.7.312            | Marzo de 2023            |
| v18 - Update 6   | 18.0.6.908            | Febrero de 2023          |
| v18 - Update 5   | 18.0.5.415            | Septiembre de 2022       |
| v18 - Update 4   | 18.0.4.965            | Julio de 2022            |
| v18 - Update 3   | 18.0.3.450            | Febrero de 2022          |
| v18 - Update 2   | 18.0.2.307            | Deciciembre de 2021      |
| v18 - Update 1   | 18.0.1.234            | Octubre de 2021          |
| v18              | 18.0.0.1880           | Agosto de 2021           |
| v16 - Update 8   | 16.0.8.9              | Febrero de 2021          |
| v16 - Update 7   | 16.0.7.1078           | Diciembre de 2020        |
| v16 - Update 6   | 16.0.6.641            | Agosto de 2020           |
| v16 - Update 5   | 16.0.5.611            | Abril de 2020            |
| v16 - Update 4   | 16.0.4.493            | Diciembre de 2019        |
| v16 - Update 3   | 16.0.3.676            | Octubre de 2019          |
| v16 - Update 2   | 16.0.2.910            | 5 de julio de 2019       |
| v16 - Update 1   | 16.0.1.273            | 16 de mayo de 2019       |
| v16              | 16.0.0.1581           | 27 de marzo de 2019      |
| v15.5 - Update 6 | 15.5.15502.6          | 30 Agosto de2018         |
| v15.5 - Update 5 | 15.5.13105.5          | 1 de junio de 2018       |
| v15.5 - Update 4 | 15.5.10244.4          | 1 de marzo de 2018       |
| v15.5 - Update 3 | 15.5.8801.3           | 1 de enero de 2018       |
| v15.5 - Update 2 | 15.5.6354.2           | 1 de noviembre de 2017   |
| v15.5 - Update 1 | 15.5.3849.1           | 1 de agosto de 2017      |
| v15.5            | 15.5.1694.0           | 1 de julio de 2017       |
| v15 SP5          | 15.0.62928.5          | 1 de marzo de 2017       |
| v15 SP4          | 60903                 | 1 de diciembre de 2016   |
| v15 SP3          | 59950                 | 1 de octubre de 2016     |
| v15 SP2          | 59381                 | 1 de octubre de 2016     |
| v15 SP1          | 56772                 | 1 de julio de 2016       |
| v15              | 56008                 | 1 de julio de 2016       |
| v14 SP3          | 49169                 | 1 de febrero de 2016     |
| v14 SP2          | 47020                 | 1 de diciembre de 2015   |
| v14 SP1          | 45826                 | 1 de octubre de 2015     |
| v14              | 44241                 | 1 de septiembre de 2015  |
| v12.5            | 12.5.37957.880        | 21 de octubre de 2014    |
| v12 SP6          | 36097.67              | 6 de junio de 2014       |
| v12 SP5          | 35528.64              | 5 de mayo de 2014        |
| v12 SP4          | 34902.6               | 4 de marzo de 2014       |
| v12 SP3          | 33517.465             | 3 de noviembre de 2013   |
| v12 SP2          | 32816.397             | 2 de octubre de 2013     |
| v12 SP1          | 32495.362             | 1 de septiembre de 2013  |
| v11 SP4          |                       | 1 de febrero de 2013     |
| v11 SP3          |                       | 1 de diciembre de 2012   |
| v11 SP2          |                       | 1 de noviembre de 2012   |
| v11 SP1          |                       | 1 de septiembre de 2012  |
| v11              |                       | 1 de julio de 2012       |
| v10 SP6          | 10.24018              | 1 de febrero de 2012     |
| v10 SP5          | 10.22686              | 1 de diciembre de 2011   |
| v10 SP4          | 10.22052              | 1 de noviembre de 2011   |
| v10 SP3          | 10.21197              | 1 de septiembre de 2011  |
| v10 SP2          | 10.20401              | 1 de julio de 2011       |
| v10 SP1          | 10.19547              | 1 de mayo de 2011        |
| v10              | 10.19117              | 1 de marzo de 2011       |
| v09 SP4          | 9.14901               | 10 de noviembre de 2010  |
| v09 SP3          | 9.14507               | 16 de octubre de 2010    |
| v09 SP1          | 9.13763               | 1 de julio de 2010       |
| v08 - Update 4   | 8.0.10824             | 29 de enero de 2010      |
| v08              | 8.0.9414              | 2 de octubre de 2009     |
| v07.1            | 07.01.6589            | 17 de abril de 2009      |
| v07              | 7.0.4249              | 4 de diciembre de 2008   |
| v06.1            | 6.1.1793              | 12 de septiembre de 2008 |
| v06              | 6.0.612               | 23 de junio de 2008      |

Tabla creada de acuerdo con el Historial de compilación de la central telefónica 3CX (3CX Phone System Build History).